# Hildegard Lindzén
Pour les articles homonymes, voir Lindzen.
Hildegard (Hillie) Emilia Lindzén, née le 15 janvier 1872 à Kalmar et morte le 24 avril 1930 à Copenhague, est une danseuse et actrice suédoise.

## Biographie

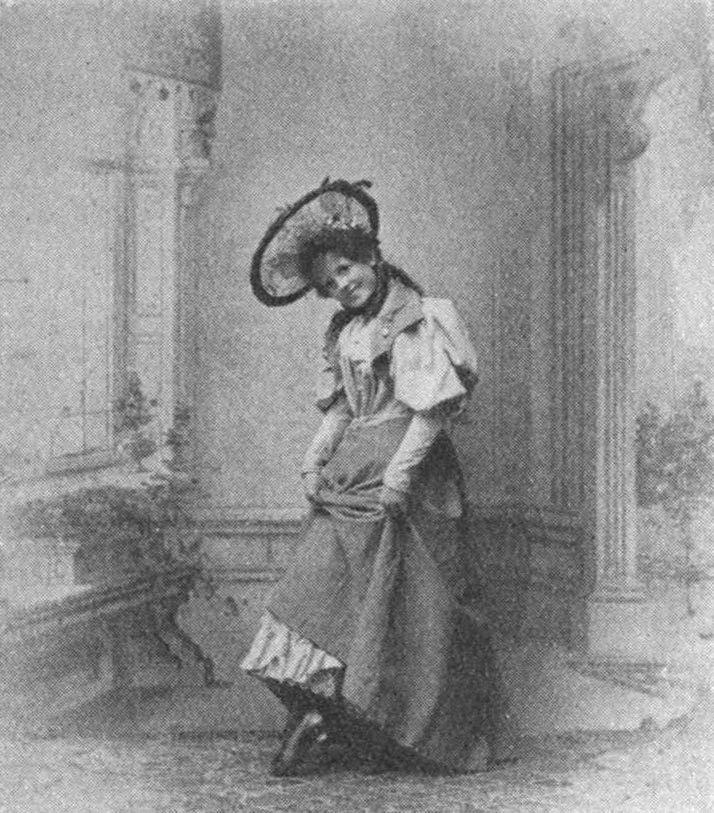
Hildegard Lindzén dans un de ses rôles au Théâtre Södra.

Hildegard (Hillie) Emilia Lindzén est née le 15 janvier 1872 à Kalmar. Elle est la fille du cordonnier Per Axel Lindzén et de Vilhelmina Teresia Josefina Lundberg, et la sœur d'Anna-Lisa Lindzén (en). Elle devient élève du Ballet royal suédois en 1883 et fait de la figuration de 1887 à 1893. Elle est active au théâtre Södra de 1893 à 1896, puis au théâtre Eldorado de Kristiania (Oslo). Elle joue notamment Puck dans Le Songe d'une nuit d'été, Fenella dans La Muette de Portici, Agneta dans Elfjungfrun, Manuela dans Farinelli, Clairette dans dragonlägret, Mrs Hin, A Little Troll et Lisa dans Per Svinaherde, Emma dans Stabstrumpetaren et Bronislawa dans L'Étudiant pauvre. Hildegard Lindzén émigre au Danemark en 1899 et y épouse un pharmacien. Hasse Zetterström a témoigné qu'il était amoureux de Lindzén lorsqu'il était jeune, mais qu'à l'époque, elle avait une relation avec Nalle Halldén, le chef d'orchestre du théâtre Södra.
Zetterström a déclaré que Manuella dans Farinelli était l'un des meilleurs rôles de Hildegard Lindzén.

## Théâtre
| Année | Rôle          | Production                                                     | Direction | Théâtre       |
| ----- | ------------- | -------------------------------------------------------------- | --------- | ------------- |
| 1893  | Manuela       | Farinelli Hermann Zumpe, F. Wilibald Wulff et Charles Cassmann |           | Théâtre Södra |
| 1894  | Emily Delahay | La Marraine de Charley Brandon Thomas                          |           | Théâtre Södra |

## Galerie

Hildegard Lindzén et Victoria Strandin (sv) à l'Opéra royal de Suède. Portrait non daté..
Hildegard Lindzén, année inconnue.